# Ramayan (série de televisão)
Ramayan é uma série de televisão da Índia baseada no poema épico sânscrito de mesmo nome. Foi exibido originalmente entre 1987 e 1988 pela rede de televisão DD National. Foi idealizado, escrito e dirigido por Ramanand Sagar. A série é baseada primordialmente nos textos épicos Ramayana, de Valmiki, e Ramcharitmanas, de Tulsidas.
A série alcançou uma audiência de 82%, um recorde para a televisão indiana. Cada episódio teve um lucro de mais de 40 lahk(40 milhões) de Rupias.
A série foi reprisada durante a pandemia de COVID-19 de 2020, batendo mais uma vez recordes de audiência, e se tornou uma das séries de televisão mais assistidas do mundo inteiro, com 77 milhões de espectadores em 16 de abril de 2020.

## Enredo
Adaptada do texto clássico hindu Ramayana, a série acompanha a jornada de Rama, uma das encarnações de Vishnu(Deus), que é exilado por 14 anos, juntamente com Sita e Lakshmi.

## Elenco
- Arun Govil como Rama
- Deepika Chikhalia como Sita/Lakshmi[9]
- Sunil Lahri como Lakshman[9]
- Arvind Trivedi como Ravana / Vishrava[9]
- Dara Singh como Hanuman[10]

## Produção
Ramayan foi considerado o programa de televisão mais caro da época, com um orçmento médio de quase 1 milhão de rúpias por episódio.

### Desenvolvimento
Após a exibição do último episódio, o ex-ministro da Informação da Índia, S. S. Gill, declarou ao The Indian Express que durante o mandato havia sugerido ao diretor Ramanand Sagar o Ramayana como tema de uma série de televisão, de forma a preservar a cultura e os valores hinduístas de forma inclusiva, secular e universal. Disse ainda que o verdadeiro desafio da produção era "apresentar a obra aos olhos do homem moderno, de forma fiel ao texto original, mas também abordando as necessidades espirituais do mundo atual".
Originalmente, o número total de episódios seria 52, mas por demanda popular a série foi estendida três vezes, atingindo um total 78 episódios.